# Johann Flemer
Johann Flemer (16. februar 1888, i Amsterdam – 12. august 1955, i Haag) var en nederlandsk gymnast som deltog under Sommer-OL 1908.
Han var en del af de nederlandske gymnastikhold, som kom på en syvendeplads under Sommer-OL 1908 i holdkonkurrencen for mænd. I den indviduelle all-round konkurrence kom han på en 90. plads.